# Mani Occidental
Mani Occidental o Dytikí Mani (griego: Δυτική Μάνη) es un municipio de la República Helénica perteneciente a la unidad periférica de Mesenia de la periferia de Peloponeso.
El municipio se formó en 2011 mediante la fusión de los antiguos municipios de Abia y Lefktro, que pasaron a ser unidades municipales. La capital municipal es la villa de Kardamili, en la unidad municipal de Lefktro. El municipio tiene un área de 402,8 km².
En 2011 el municipio tiene 6945 habitantes, de los cuales 4699 viven en la unidad municipal de Lefktro.
Se ubica en la esquina noroccidental de la península de Mani, de la cual el municipio toma su nombre, en la costa del golfo de Mesenia y al sureste de Kalamata.